# Karl Ludwig von Bruck
Karl Ludwig svobodný pán von Bruck (18. října 1798 Elberfeld – 23. dubna 1860 Vídeň) byl rakouský podnikatel a státník. V první polovině 19. století se prosadil jako úspěšný obchodník a podnikatel v Terstu, po revoluci v roce 1848 zastával v Rakousku funkce ministra obchodu (1848–1851) a financí (1855–1860). V roce 1849 byl povýšen na barona. V polovině 19. století byl významným iniciátorem ekonomických reforem v habsburské monarchii, neúspěšná finanční politika koncem padesátých let 19. století byla ale ještě za jeho života podrobena kritice. Po válce s Itálií upadl do podezření z finančních machinací v armádě a spáchal sebevraždu.

## Životopis

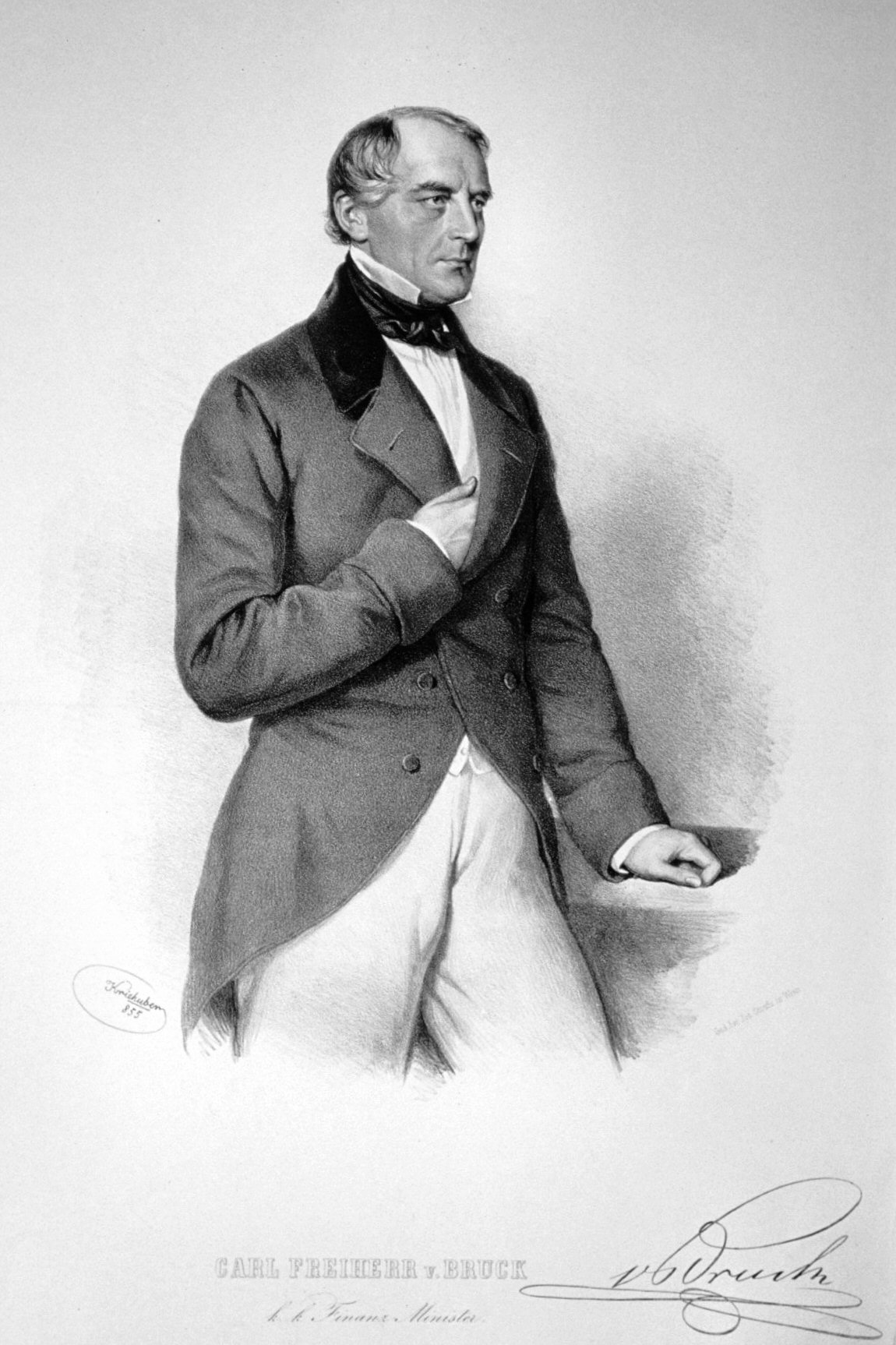
Baron Karl Ludwig von Bruck (litografie, Joseph Kriehuber, 1855)

Pocházel z Porýní a narodil se jako syn knihaře Johanna Jakoba Brucka. Původně měl převzít otcův obchod, v roce 1815 se jako dobrovolník v pruské armádě zúčastnil závěrečné fáze napoleonských válek. V roce 1821 odjel jako dobrovolník podpořit řeckou válku za nezávislost proti Osmanské říši. Později se usadil v Terstu, kde se brzy prosadil jako úspěšný podnikatel v bankovnictví, pojišťovnictví a výstavbě lodí. Pro stavbu lodí založil společnost Oesterreichischer Lloyd, kterou pak osobně vedl do roku 1848. Jeho společnost již po několika málo letech provozovala dvacet parníků a významně se prosadila v mezinárodní osobní a nákladní dopravě. V roce 1844 byl povýšen do šlechtického stavu (Ritter von Bruck).
V revolučním roce 1848 byl jako zástupce Terstu vyslán do parlamentu ve Frankfurtu nad Mohanem, kde se prosadil jako řečník především v obchodních a finančních tématech. Poté byl povolán do Vídně a ve vládě Felixe Schwarzenberga byl jmenován rakouským ministrem obchodu (respektive obchodu, živností a veřejných staveb, 1848-1851). V roce 1849 byl vyslán jako diplomatický zástupce do Milána, kde po vítězné válce v Itálii vyjednal mír se Sardinií. Za tuto zásluhu byl v roce 1849 povýšen do stavu svobodných pánů a byl jmenován c. k. tajným radou. Jako ministr obchodu provedl řadu reforem, inicicoval zakládání obchodních a živnostenských komor, centralizoval poštovní správu, vytvořil systém obchodních konzulátů. Zřídil také ústřední ředitelství státních drah a prosadil stavbu železnice přes Semmering. Pozornost nadále věnoval i Terstu, kde zřídil Ústřední námořní úřad. Zasloužil se také o regulaci Tisy a Dunaje. Řeka Dunaj jako důležitá dopravní tepna hrála celkově důležitou roli v jeho projektech o rozvoji obchodu ve středoevropském prostoru. Byl propagátorem myšlenky velké německé říše (Mitteleuropa) pod vládou Habsburků nebo Hohenzollernů. Jeho ambiciózní projekt Celní unie středoevropského prostoru se však nepodařilo prosadit. Ve svých reformních aktivitách byl označován za žáka německého ekonoma Friedricha Lista.

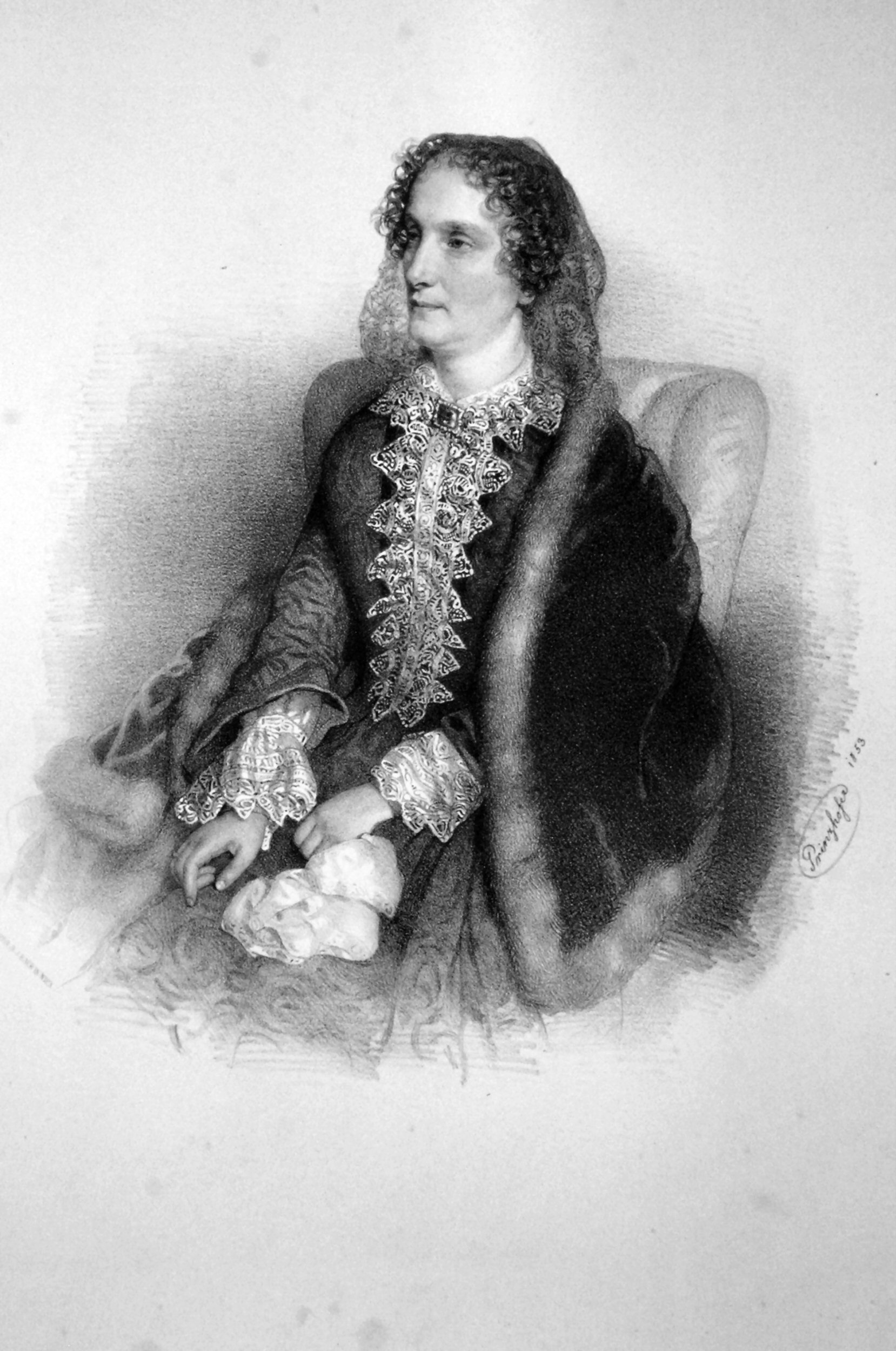
Marie Anna von Bruck, rozená Buschek (1799–1886), manželka Karla Ludwiga

Kvůli sporům ve vládě odstoupil z funkce ministra obchodu v květnu 1851 (úřad byl v prosinci téhož roku sloučen s ministerstvem financí). Bruck se vrátil do vedení společnosti Lloyd a v roce 1852 vedl diplomatickou delegaci do Berlína, kde uzavřel obchodní smlouvu s Pruskem. V letech 1853–1855 byl vyslancem v Turecku (s titulem internuncius), kde sehrál důležitou úlohu v době krymské války. Znovu se zde věnoval také problematice obchodu a snažil se eliminovat britský vliv v Podunajských knížectvích. Ve svých plánech širší německo-rakouské obchodní expanze na Balkán však nezískal podporu ministra zahraničí Buola ani císaře Františka Josefa.
Po rezignaci Andrease Baumgartnera byl povolán do Vídně a v březnu 1855 se stal rakouským ministrem financí (krátce předtím došlo k opětovnému oddělení ministerstva obchodu). Znovu se pustil do ekonomických reforem, které však tentokrát měly značně krkolomný charakter. Bruck odmítal čekat na vyrovnaný státní rozpočet prostřednictvím několikaletých úspor a prosazoval prodej státních statků a železnic. Ve spolupráci s rodem Rothschildů (s nimiž navázal obchodní kontakty již dříve v Terstu) podpořil vznikl finančního ústavu Österreichische Creditanstalt für Handel und Gewerbe, který až do krachu v roce 1931 patřil k významným bankovním domům ve střední Evropě (do banky kromě Rothschildů kapitálově vstoupily také významné šlechtické rodiny jako Schwarzenbergové, Auerspergové, Chotkové nebo Zichyové). Pokusy o vyrovnanou bilanci státních financí skončily během dalšího válečného konfliktu v Itálii v roce 1859, kdy znovu došlo k výraznému navýšení státního dluhu.
Po prohrané válce se Sardinií a pádu Bachova absolutismu byl jedním z mála ministrů, který zůstal i v následující vládě nadále jako ministr financí. Krátce poté byl ale konfrontován s podezřením z účasti na finančních machinacích v armádě během poslední války s Itálií. I když byl předvolán k soudu jen jako svědek a neúspěšně nabídl svoji rezignaci, nakonec v noci z 22. na 23. dubna 1860 spáchal sebevraždu (podřezal si žíly). Byl pohřben na evangelickém hřbitově v Matzleinsdorfu, kde až později vznikla jeho honosná hrobka. Měsíc po smrti byl rehabilitován a vdova Marie Anna získala císařským rozhodnutím nárok na roční rentu ve výši 3 000 zlatých.

## Rodina
V roce 1828 se v Terstu oženil s Marií Annou Buschekovou (1799–1886), dcerou úspěšného podnikatele Johanna Buscheka. Z jejich manželství se narodilo šest dětí, čtyři synové a dvě dcery. Nejstarší syn Karl Ludwig (1830–1902) byl rakousko-uherským diplomatem, zastával funkce převážně v německých zemích, nakonec byl velvyslancem v Itálii (1886–1895). Druhorozený syn Otto (1832–1897) byl fregatním kapitánem a členem vedení společnosti Lloyd.